# Premi Visual Effects Society 2005
La quarta edizione dei premi Visual Effects Society si è tenuta il 16 febbraio 2006 a Los Angeles.

## Vincitori e candidati
Vengono di seguito indicati in grassetto i vincitori.

Ove ricorrente e disponibile, viene indicato il titolo in lingua italiana e quello in lingua originale tra parentesi. 

### Outstanding Visual Effects in an Effects Driven Motion Picture
- Joe Letteri, Eileen Moran, Christian Rivers e Eric Saindon - King Kong
- Dean Wright, Randy Starr, Bill Westenhofer e Jim Berney - Le cronache di Narnia - Il leone, la strega e l'armadio (The Chronicles of Narnia: The Lion, the Witch and the Wardrobe)
- Jim Mitchell, Theresa Corrao, Tim Alexander e Tim Webber - Harry Potter e il calice di fuoco (Harry Potter and the Goblet of Fire)
- John Knoll, Roger Guyett, Rob Coleman e Denise Ream - Star Wars: Episodio III - La vendetta dei Sith (Star Wars: Episode III - Revenge of the Sith)

### Outstanding Supporting Visual Effects in a Motion Picture
- Wes Sewell, Victoria Alonso, Tom Wood (artista effetti speciali) e Gary Brozenich - Le crociate - Kingdom of Heaven (Kingdom of Heaven)
- Pablo Helman, Jeanie King, Grady Cofer e Brett Northcutt - Jarhead
- Robert Stromberg, Julia Frey, Paul Graff e Adam Watkins - Memorie di una geisha (Memoirs of a Geisha)

### Outstanding Visual Effects in a Broadcast Miniseries, Movie, or Special
- Tim Greenwood, Jo Nodwell, Neil Glasbey e Darren Byford - L'impero dei mostri - La vita prima dei dinosauri (Walking with Monsters)
- John Gross, Nick Black, Christian Bloch e Casey Benn - Comet Collision
- Benoit Girard, Jason Crosby, Jerome Morin e Chris Del Conte - Super Bowl XXXIX 'Apertura'

### Outstanding Visual Effects in a Broadcast Series
- Barrie Hemsley, James Madigan, Duncan Kinnaird e Joe Pavlo - Roma (Rome) episodio L'aquila rubata ('The Stolen Eagle')
- Armen Kevorkian, Matt Scharf, John Karner e Neil Sopata - Invasion episodio L'origine della specie ('Origin of Species')
- Mat Beck, John Wash, John Han e Trent Smith - Smallville episodio Gran finale ('Commencement')

### Outstanding Supporting Visual Effects in a Broadcast Program
- Kevin Blank, Mitchell Ferm, Eric Chauvin e John Teska - Lost episodio Esodo, seconda parte ('Exodus: Part 2')
- Kevin Blank, Armen Kevorkian, Eric Chauvin e Jonathan Spencer Levy - Alias episodio L'indice ('The Index')

### Outstanding Visual Effects in a Commercial
- William Bartlett, Scott Griffin, Andrew Boyd e Dan Seddon - Guinness 'noitulovE'
- William Bartlett, Scott Griffin, Jake Mengers e Andrew Boyd - Esuvee 'Keep it on all Fours'
- Eric Barba, Lisa Beroud, Janelle Croshaw e Greg Teegarden - Motorola 'PEBL'

### Outstanding Visual Effects in a Music Video
- Eric Barba, Lisa Beroud, Jay Barton e Jim Gaczkowski - Only Nine Inch Nails
- Ben Cronin, Rebecca Barbour, Andrew Boyd e Jamie Isles - Believe The Chemical Brothers
- Bert Yukich - Lonely No More Rob Thomas

### Best Single Visual Effect of The Year
- Dennis Muren, Pablo Helman, Sandra Scott e Marshall Krasser - La guerra dei mondi (War of the Worlds) 'In fuga dal quartiere'
- Nick Davis, Nikki Penny, Jon Thum e Ben Morris - La fabbrica di cioccolato (Charlie and the Chocolate Factory) La stanza delle noci
- John Knoll, Jill Brooks, David Weitzberg e Jeff Sutherland - Star Wars: Episodio III - La vendetta dei Sith (Star Wars: Episode III - Revenge of the Sith) 'Battaglia spaziale d'apertura'

### Outstanding Real Time Visuals in a Video Game
- Habib Zargarpour, Luke Wasserman, Greg D Esposito e Colin O Connor - Need for Speed: Most Wanted
- David Carson, Darren Pattenden e Ben Wanat - From Russia with Love
- Mark Mongie, Jim Spoto, Tommy Cinquegrano e Dale Jackson - Madden NFL 06 'Gioco per Xbox 360'

### Outstanding Pre-Rendered Visuals in a Video Game
- Jean-Jacques Tremblay, Raphael Lacoste e Anne Mai Le Bouyonnec - Prince of Persia: I due troni (Prince of Persia: The Two Thrones) 'Cinematic de Il balcone del palazzo'
- Habib Zargarpour, Michael Mann (videogiochi), Mataio Gardi e Jason Dowdeswell - Need for Speed: Most Wanted
- Jean-Jacques Tremblay, Raphael Lacoste e Kun Chang - Prince of Persia: I due troni (Prince of Persia: The Two Thrones) 'Cinemati de La battaglia'
- Sherry McKenna, Lorne Lanning, Raymond Swanland e Iain Morton - Oddworld Stranger's Wrath

### Outstanding Visual Effects in a Special Venue Project
- Jack Geist, Sean Phillips, Johnathan Banta e Jerome Morin - Magnificent Desolation: Walking on the Moon 3D
- Dina Benadon, Brent Young, Chuck Comisky e Mario Kamberg - The Curse of DarKastle
- Michel Heroux, Benoit Girard, Jerome Morin e Chris Del Conte - Deepo's Undersea 3D Wondershow

### Outstanding Performance by an Animated Character in a Live Action Motion Picture
- Andy Serkis, Christian Rivers, Atsushi Sato e Guy Williams - King Kong 'Kong'
- Richie Baneham, Erik De Boer, Matt Logue e Joe Ksander - Le cronache di Narnia - Il leone, la strega e l'armadio (The Chronicles of Narnia: The Lion, the Witch and the Wardrobe) 'Aslan'
- Steve Rawlins, Eric Wong, Robert Weaver e Steve Nichols - Harry Potter e il calice di fuoco (film) (Harry Potter and the Goblet of Fire) 'Drago'

### Outstanding Performance by an Animated Character in an Animated Motion Picture
- Loyd Price - Wallace & Gromit - La maledizione del coniglio mannaro (Wallace & Gromit: The Curse of the Were-Rabbit) 'Gromit'
- Rex Grignon e Denis Couchon - Madagascar 'Re Julien'
- Robin Williams, David Torres, Mark Piretti e Ben Williams - Robots 'Fender'

### Outstanding Performance by an Animated Character in a Live Action Broadcast Program, Commercial, or Music Video
- Andrew Karr, Louie Hinayo, Gary Hughes e Allan Henderson - Battlestar Galactica episodio Missione di salvataggio ('Fragged') 'Centurione Cyclone'
- Dustin Adair, Mark Shimer, Lane Jolly e Steve Graves - Battlestar Galactica episodio Attacco Cylone ('Valley of Darkness') 'Cyclone'
- Eric Hance, Robert Bonchune, John Teska e Sean Jackson - Surface - Mistero dagli abissi episodio Quarantena 'Nimrod'

### Outstanding Created Environment in a Live Action Motion Picture
- Dan Lemmon, R. Christopher White, Matt Aitken e Charles Tait - King Kong 'New York attacco all'alba'
- Alex Wuttke, Pete Bebb, Dayne Cowan e Imery Watson - Batman Begins 'Inseguimento sulla monorotaia'
- Andy Kind, Ivan Moran, Rob Allman e Justin Martin - Harry Potter e il calice di fuoco (Harry Potter and the Goblet of Fire) 'Ambiente Lago Nero'
- Jonathan Harb, Hilmar Koch, Yanick Dusseault e Brett Northcutt - Star Wars: Episodio III - La vendetta dei Sith (Star Wars: Episode III - Revenge of the Sith)

### Outstanding Created Environment in a Live Action Broadcast Program, Commercial, or Music Video
- Cedric Tomacruz, David Bailey, Valeri Pfahning e Siddhartha Jayakar - Into the West
- Jim Gaczkowski, Daniel Thron, Janelle Croshaw e Greg Teegarden - Motorola 'BEBL'
- Janelle Croshaw, Greg Teegarden, Jim Gaczkowski e Scott Edelstein - Only Nine Inch Nails

### Outstanding Models and Miniatures in a Motion Picture
- Ed Hirsh Steve Gawley, Joshua Ong e Russell Paul - La guerra dei mondi (War of the Worlds)
- Jose Granell e Nigel Stone - Harry Potter e il calice di fuoco (Harry Potter and the Goblet of Fire) 'La scuola di Hogwarts'
- Brian Gernand, Pamela Choy, Ron Woodall e Kevin Reuter - Star Wars: Episodio III - La vendetta dei Sith (Star Wars: Episode III - Revenge of the Sith)

### Outstanding Models and Miniatures in a Broadcast Program, Commercial, or Music Video
- Michael Cook, Anthony Ocampo, Eugene Kim e Renaud Talon - Las Vegas episodio La stella del Kashmir ('Bold, Beautiful, and Blue')
- Matthew Gratzner, Greg Boettcher, Enrico Altmann e Matt Burlingame - Ford 'World Traveler'
- Ian Hunter, Forest Fischer, Seth Curlin e Joachim (Joe) Duppel - Walgreens 'Giving Tree/Last Minute - Winter Neighborhood'

### Outstanding Compositing in a Motion Picture
- Marshall Krasser, Michael Jamieson, Jeff Saltzman e Regan McGee - La guerra dei mondi (War of the Worlds)
- Ben Shepherd, Uel Horman, Charley Henley e Nicolas Aithadi - Harry Potter e il calice di fuoco (Harry Potter and the Goblet of Fire) 'Naso di Voldemort'
- Erik Winquist, Michaell Pangrazio, Steve Cronin e Suzanne Jandu - King Kong 'Lotta con il T-Rex'

### Outstanding Compositing in a Broadcast Program, Commercial, or Music Video
- Stefano Trivelli, Michele Moen, Kelly Bumbarger e Sean Wilson - Empire
- Jared Jones, Jason Korber, Geeta Basantani e Ryan Dutour - Into the West episodio Wheel to the Stars
- Robert Nederhorst, Marc Rienzo, Feliciano di Giorgio e Maciek Sokalski - Mezzo Djarum